# Boyle County
Boyle County je okres amerického státu Kentucky založený v roce 1842. Správním střediskem je město Danville. Pojmenovaný je podle amerického kongresmana Johna Boyla.

## Sousední okresy
| Růžice kompasu | Washington County | Mercer County |                | Růžice kompasu |
| Růžice kompasu |                   | Sever         | Garrard County | Růžice kompasu |
| Růžice kompasu | Boyle County      |               | Garrard County | Růžice kompasu |
| Růžice kompasu | Jih               |               | Garrard County | Růžice kompasu |
| Růžice kompasu | Marion County     | Casey County  | Lincoln County | Růžice kompasu |